# Инь Вэнь
Инь Вэнь (кит. 尹文 IV в. до н. э.) — древнекитайский философ. Один из представителей раннего даосизма.
Комментарий к библиографическому разделу «Хань шу», ссылаясь на слова Лю Сяна, относит Инь Вэня вместе с философом Сун Цзянем к школе Цзися. В этом же библиографическом разделе упоминается сочинение «Инь Вэнь-цзы» из одной главы (пяня). Это сочинение, отнесенное к сочинениям мыслителей школы имён (мин цзя), до нашего времени не дошло. Дошедшее до нас под именем Инь Вэня сочинение «Инь Вэнь-цзы» в двух главах считается созданным значительно позже времени жизни мыслителя. На французский язык оно было переведено одним из основателей философской компаративистики Поль Массоном-Урселем (P. Masson-Oursel). Сведения об Инь Вэнь есть в «Чжуан-цзы», «Ле-цзы», «Люйши чуньцю» и др. По мнению Го Можо, взгляды Инь Вэня содержатся в главах «Бай синь»(白心), «Синь шу»(心術) и «Нэй е»(內業)трактата «Гуань-цзы».